# Rusalje

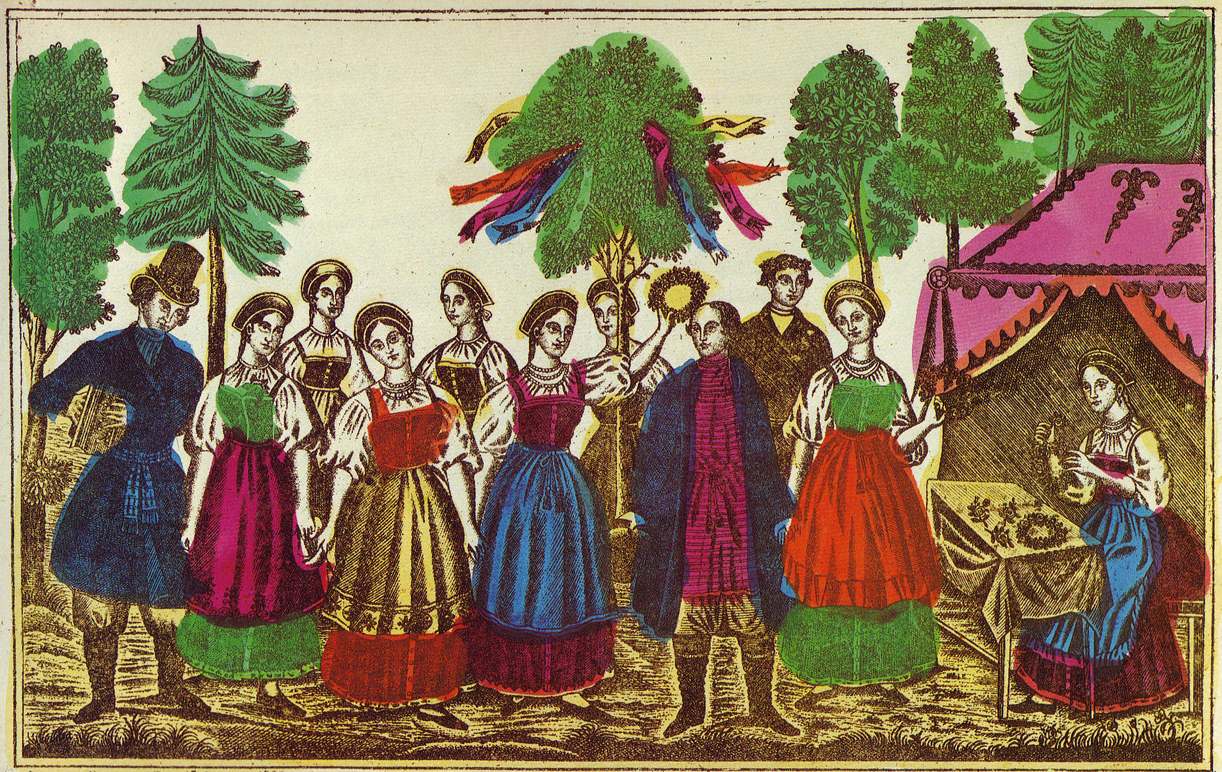
Semik na ruském lidovém tisku z 19. století

Rusalje či rusalné svátky jsou slovanský svátek spojený s křesťanskou oslavou letnic, které jsou slaveny v květnu či červnu.
Slovanské lidové zvyky spojené s letnicemi se týkaly především Svatodušního pondělí, v Rusku byl slaven i týden před letnicemi nazývaný zelené svátky (Зелёные Святки) či semik (Семи́к), v Polsku se nazýval obdobně - zielone świątki. Jako rusalje pak byly nazývány v některých případech i oslavy svatojánské noci, Štědrého večera či předvečera Tří králů. Mezi obdobné události u neslovanských národů patří dolnosaský "Svatodušní strom" (Pfingstbaumpflanzen) či anglická volba královny máje – lady of the may. Podle písemných pramenů byl tento svátek znám ve východoslovanském a jihoslovanském prostředí již v 11. století.
Ústředním prvkem rusaljí byl průvod mladíků, kteří o Svatodušním pondělí, vedeni „králem“ a za doprovodu zpěvu a tance obcházeli vesnici a koledovali. Účastníci se zdobili květy, král i korunou, a bývali oděni v bílém či v oděvu z kůry. V některých oblastech byli mladíci nahrazeni dívkami či dívky měly vlastní obchůzku. Častým prvkem byla také figurína, ve východoslovanském prostředí představující rusalku, jinde nahrazující živého „krále“ která byla na konci obchůzky topena. Někde se mladíci ozbrojili dřevěnými meči a byly předváděny rituální souboje. Topením figuríny se rusalje podobají západoslovanskému vynášení smrti, které se provádí před Velikonocemi, podobný obřad se objevoval i ve východoslovanských kúpadlech, slavených 23. června. Často se také stavěla májka.
Název svátku bývá odvozován od římské slavnosti rosalia, slavené v květnu či první polovině června, která byla svátkem růží a zároveň zemřelých. Podle Jana Máchala se tento vliv neodrazil pouze v pojmenování svátku, ale i v podobě části zvyků.

## Česko
V Česku a na Slovensku si mladíci o Svatodušním pondělí volili mezi sebou krále, ozdobili ho korunou a květy, všichni se oblékli do oděvu z jedlové či smrkové kůry a ozbrojili se dřevěnými meči. Poté obcházeli vesnici za doprovodu zpěvu a proseb o dary pro krále, nakonec krále u rybníka symbolicky sťali, srazili mu korunu do vody. Podobným způsobem si dívky volily královnu a též s ní obcházely vesnici. Někdy figurovala ve slavnosti místo mladíka slaměná figura, nakonec házená do vody. Na Moravě těmto zvykům odpovídá jízda králů.

## Slovensko
Na Slovensku se Letnice nazývají turíce, v řeckokatolickém prostředí také rusadlie, a jsou často spojeny se stavěním májky. Stavěla se zde figurína „rusadlného kráľa“, nejstarší doklady o ní pochází z 16. století a tento zvyk byl znám ještě v 18. století.

## Jihoslované
U Srbů a Chorvatů o rusaljích chodil průvod bíle oděných a květy zdobených královen a krále, všichni představováni dívkami, za doprovodu zpěvu, tance a proseb o dary. V Severní Makedonii se ještě na počátku 20. století slavily vánoční rusalje, při kterých mladíci vytvoří ozbrojenou družinu, včetně vůdců, hudebníků a sluhů a poté s meči tancují a zápasí. Jejich průvod trvá celý den a koleduje se při něm o dárky či příspěvky na kostel. Pokud se potkají dvě družiny musí slabší skloněná projít pod meči silnější, pokud tak neučiní nastává krvavý boj. Na místě zápasu se pohřbívali mrtví, tyto hřbitovy se nazývají rusalskija grobišta. Poslední průvod končí v předvečer Tří králů očistnými obřady v kostele. Jan Máchal tyto obřady vykládá jako rituální zápasy k poctě mrtvých.

## Rusko
V Rusku se ve čtvrtek před Letnicemi, zvaný semik, lidé shromažďovali v lesích, zpívali písně a vili věnce z květin. Mladíci poté porazili mladou břízu, kterou nazvou Rusalka, dívky ji oblékly do ženských šatů a ověsily stuhami, poté s ní provedou obchůzku za zpěvu písní, následovanou hostinou a odnesením břízy do vesnice. V neděli pak Rusalku hodí do vody. O svatodušním pondělí se pak konaly oslavy v lese.